# Alexandru Roșca
Alexandru Roșca (ur. 1906, zm. 1996) – rumuński psycholog. Był profesorem uniwersytetu w Klużu oraz członkiem Rumuńskiej Akademii Nauk. Interesował się problematyką twórczości oraz rozwojem zdolności naukowych.

## Prace
- Psihopatologia deviaților morali (1931)
- Adaptarea socială (1938)
- Motivele acțiunii umane (1943)
- Tehnica psihologiei experimentale și practice (1947)
- Tratat de psihologie experimentală (1963)
- Psihologia muncii industriale (1967)
- Metodologie și tehnici experimentale în psihologie (1971)
- Psihologie generală (1976)
- Sinteze de psihologie contemporană (1980)[1]